# Precious (musikgrupp)
För den amerikanska filmen med samma namn, se Precious (film)
Precious är en brittisk popgrupp med fem flickor som deltog för Storbritannien i Eurovision Song Contest 1999. De hamnade på 13:de plats med låten "Say It Again". En av flickorna, Jenny Frost, blev senare medlem i den populära gruppen Atomic Kitten.

## Diskografi
Album
- Precious (2000)

Singlar
- "Stand Up" (1999)
- "Say It Again" (1999)
- "Rewind" (2000)
- "New Beginning" (2000)
- "It's Gonna Be My Way" (2000)